# الابن المفضل
الابن المفضل هو فيلم من نوع دراما أُصدر في 1994.  الفيلم من إخراج نيكول جارسيا، أما السيناريو فكان من كتابة نيكول جارسيا وجاك فيشي وفرانسوا دوبيرون وجيروم تونير ‏.

## القصة
تقع أحداث الفيلم في بوش دو رون.

## طاقم التمثيل
- جيرار لونفان
- مارغريتا باي
- كارين فيلار
- Antoinette Moya  [لغات أخرى]‏
- فريديريك غراتسياني  [لغات أخرى]‏
- جان بيار بيكر  [لغات أخرى]‏
- مارك بيرمان  [لغات أخرى]‏
- فيليب دوكلو  [لغات أخرى]‏
- فالنتاين فاريلا  [لغات أخرى]‏
- برنارد غيرادياو [الإنجليزية]‏
- جان مارك بار
- روبرتو هيرليتزكا
- بيير موندي

## الإنتاج
موسيقى الفيلم التصويرية كانت من تأليف فيليب ساردي ‏.

## وصلات خارجية
- الابن المفضل على موقع IMDb (الإنجليزية)
- الابن المفضل على موقع ألو سيني (الفرنسية)
- الابن المفضل على موقع أول موفي (الإنجليزية)
- الابن المفضل على موقع فيلمافينيتي (الإسبانية)
- الابن المفضل على موقع قاعدة بيانات الفيلم (الإنجليزية)
- الابن المفضل على موقع ليتربوكسد (الإنجليزية)
- الابن المفضل على موقع كينوبويسك (الروسية)